# Kleňany
Kleňany és un poble i municipi d'Eslovàquia. Es troba a la regió de Banská Bystrica.

## Història
La primera menció escrita de la vila es remunta al 1235.

## Demografia
| Godina             | 1994 | 2004    | 2014    | 2024   |
| ------------------ | ---- | ------- | ------- | ------ |
| Nombre de persones | 403  | 328     | 276     | 262    |
| Diferència         |      | −18,61% | −15,85% | −5,07% |

| Godina             | 2023 | 2024   |
| ------------------ | ---- | ------ |
| Nombre de persones | 269  | 262    |
| Diferència         |      | −2,60% |